# Girotel
Girotel was een vroege dienst voor elektronisch bankieren voor particulieren en bedrijven, van de Nederlandse Postbank. 
De dienst werd gestart in 1986, met een programma dat de klant op zijn pc kon installeren. Deze versie kon tot medio 2008 gebruikt worden. De Postbank was de eerste bank in Nederland, en met Frankrijk een pionier in Europa, die betalingen via een netwerk tussen computers mogelijk maakte. De betalingen moesten offline aangemaakt voordat er via de telefoon en een modem verbinding werd gemaakt met het Girotelsysteem; de betalingen werden vervolgens via een voorloper van internet digitaal opgestuurd en de bijboekingen en afboekingen alsmede de saldi werden opgehaald.
De beveiliging van de boekingen was onder andere gebaseerd op een Girotel Identificatienummer (GIN) en een Transactie Acceptatienummer (TAN-code). Het toepassen van TAN-codes werd gecontinueerd bij de opvolger van Girotel, te weten Mijn Postbank (later Mijn ING). Er zijn daarbij geen codeapparaten nodig (zogenaamde token).
In 1986 werden de eerste Girotelprogramma's aangeboden via het viditelsysteem, met een teletekstachtige visuele presentatie en bediening. Later kwam er een offline DOS-programma en een Windows-uitvoering van het offlineprogramma uit.
In 1997 werd Girotel via ISDN mogelijk. In 1998 heeft de Postbank een versie voor internetbankieren uitgebracht.
Mede door de groeiende populariteit van een andere dienst voor internetbankieren van de Postbank, Mijn Postbank, die meer functionaliteiten voor de actuele boekingen kende (7 x 24 uur toegang en het gebruik van iDEAL voor internetbetalingen), werd Girotel via internet voor particulieren per 1 oktober 2005 gestopt en later ook voor bedrijven. 
Girotel werd gestopt op 27 juni 2008. Er kwam van de kant van de Postbank geen vervangend programma om offline mee te bankieren. Er zijn wel enkele commerciële programma's die geëxporteerde data uit Girotel offline en Mijnpostbank.nl konden importeren om die te kunnen bewaren en overzichten mee te maken.
Het bijzondere van Girotel was, dat het ook gebruikmaakte van het bij de Postcheque- en Girodienst (de PCGD, de voorloper van de Postbank, later ING) in gebruik zijnde programma om de naam-nummercontrole uit te voeren. Een ingevoerde naam werd door middel van de Russel Soundex-methode  vergeleken met de naam, die aan het ingevoerde rekeningnummer was gekoppeld. Hiermee liep Girotel decennia voor op de actuele ontwikkelingen (2017 Rabobank).